# قط أنقري

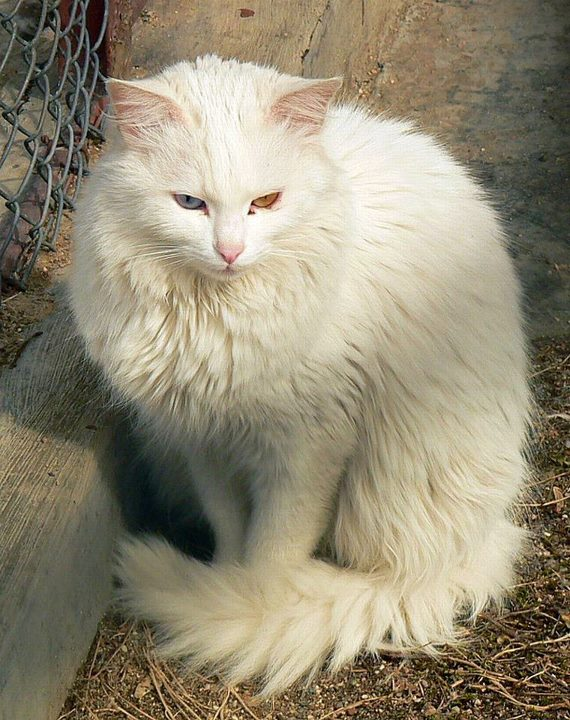

القط الأنقري أو قطة أنقُرة أو هرة أَنقَرة أو أنقرية أو قط الأنجورا التركي (بالتركية: Ankara kedisi)‏ يرجع أصل هذه السلالة إلى مدينة أنقرة المشهورة بماعز أنقرة ذو الشعر الناعم.
رأس القط متوسط الحجم أذنانه كبيرتان، عنقه ناعم جميل وذو فراء غزير حول الرقبة ويخف في النصف الأسفل. ذيله طويل فاخر يحركه القط لأعلى يكاد يلمس رأسه. شكل العيون شكل اللوزة زرقاءٌ أو خضراء أو برتقالية وقد تكون إحداهما زرقاء والأخرى خضراء أو برتقالية. وجود الفراء الأبيض والعيون الزرقاء متصل بالقدرة على السمع بسبب وجود الجينات (W), فإن وجود عين زرقاء يدل على أن القط أصم في هذه الجهة فإن كان له عين خضراء أو برتقالية تكون الأذن الموجودة على هذه الجهة قادرة على السمع. مع أنه هنالك الكثير من القطط ذات العيون الزرقاء والفراء الأبيض لديها سمع طبيعي، والقطط الصماء يستطيعون العيش بصورة طبيعية إن بقيت داخل المنزل. سلوكه جيد الطبع ودودٌ ذكى سكونه يعطيه مظهر أبو الهول. هي الآن من التراث الوطنى التركي وكانت تقدم هذه القطط هدايا للعائلة المالكة وقد قامت الحكومة التركية في عام 1940 بوضع برنامج لنشر سلالاتها وتحسين إنتاجها.

## السلوك
القطط الأنقرية لعوبة ذكية رياضية محبة للمشاركة. ترتبط بالبشر ولكن يغلب أن تختار فردًا معيّنًا من الأسرة ليكون رفيقها المستمر، وتسعى القطط الأنقرية أن تكون مفيدة بأي شكل من الأشكال للبشر، حيث يُلاحظ ذكاءها في مهارتها بحل المشاكل وسهولة التدريب ويرجع ذلك إلى رغبتها بالتفاعل مع البشر وهو مايجعل منها مرغوبةً.
غالبًا ما تسعى القطط الأنقرية إلى الأماكن المرتفعة (كالرفوف والنوافذ) من المنزل حيث تستخدم هذا الأثاث أو قد تركب أكتاف أصحابها لمراقبة ما يحدث في المنزل.